# International Basketball League
Pour les articles homonymes, voir IBL.
L'International Basketball League (IBL) était une ligue professionnelle américaine de basket-ball ayant eu une courte existence le temps de 2 saisons. Depuis 2004 une autre ligue portant le même nom a été créée. La IBL était basée à Baltimore dans le Maryland et a existé de 1999 à 2001.

## Historique
La International Basketball League a été fondée au début de l'année 1998 avec comme prévision de commencer ses activités à l'automne. La première saison ne remplit pas les espérances en termes de succès, mais se déroula sans trop de problème, voyant la victoire du Swarn de Saint-Louis.
La seconde saison a commencé plus difficilement en revanche. Les franchises de Baltimore et San Diego disparaissant pour fusionner avec certaines de la Continental Basketball Association, en proie à de graves difficultés. Le Swarn remporte là aussi le championnat, et une troisième saison est alors prévue. Mais les évènements ne sont pas favorables puisque les équipes disparaissent toutes en tout début de saison. Une bonne partie repartira néanmoins en CBA la saison suivante. 
La ligue instaura quelques nouveautés, adoptant ainsi la distance internationale pour le tir à trois points. Créant une raquette de forme trapézoïde, et cherchant à proposer des tarifs d'entrées les moins chers possibles.

## Les équipes
- Bayrunners de Baltimore
- Stuff de Cincinnati
- Pride du Connecticut
- Steelheads de Gary
- Hoops de Grand Rapids
- Silver Bandits de Las Vegas
- Slam du Nouveau-Mexique
- Rhythm de Richmond
- Lightning de Rockford
- Shooting Stars de Trenton
- Swarm de Saint-Louis
- Stingrays de San Diego
- Skyforce de Sioux Falls

## Joueurs célèbres ou marquants
- John Celestand
- Master P[1]
- Shawnta Rogers

## Sources et références
1. ↑  Le rappeur a joué avec les San Diego Stingrays, avant d'avoir des contacts avec la NBA